# Alessandro Stradella
Antonio Alessandro Boncompagno Stradella (Bologna, 1639. április 3. – Genova, 1682. február 25.) olasz barokk zeneszerző, a concerto grosso formájának első alkalmazója.

## Élete
Fiatal koráról nem sokat tudunk. Toszkánai arisztokrata család gyermeke volt, felsőfokú tanulmányait Bolognában végezte. Zeneszerzőként 20 évesen szerzett hírnevet magának. 1667-ben Rómába ment, ahol Krisztina svéd királynő szolgálatába állt mint egyházi zeneszerző. Emellett közreműködött két Francesco Cavalli és két Antonio Cesti opera előadásában is. Kicsapongó és léha életet élt. Carlo Ambrogio Lonatival megpróbálta elsikkasztani egy katolikus templom pénzét, de rajtakapták őket. A hatóságok elől menekülve hagyták el Rómát. Stradella a városban sok ellenséget szerzett magának nőügyeivel is (több nemes ember feleségével is viszonyt folytatott).
1677-ben Velencébe tette át székhelyét. Itt Alvise Contarini szolgálatába lépett, mint szeretőjének, Agnese Van Uffelének zenetanára. Mester és tanítvány egymásba szerettek, majd Torinóba szöktek. Contarini utasította az érseket, hogy állítsa választás elé Uffelét: vagy hozzámegy Stradellához vagy zárdába vonul. A nő a házasságot választotta. Októberben tartották az esküvőt, és amint a pár elhagyta a templomot, Contarini bérgyilkosai a nyílt utcán hátba támadták Stradellát. A merénylők ezután a francia követségen kértek menedéket. A savoyai herceg értesítette a történtekről XIV. Lajost. Az eset közszájon forgott a francia udvarban és nagy port vert fel.
Stradella túlélte a gyilkossági kísérletet és Genovába utazott, ahol ismét összehozta a sors Lonatival. A városban a helyi nemességnek és a Falconi színháznak komponált. 1682-ben tragikusan ért véget az élete: meggyilkolták a Piazza Banchi-n. Egyesek szerint a támadót egy nemes ember bérelte fel. A gyilkost azonban nem sikerült elfogni, így a gyilkosság körüli mendemondákat nem tudták alátámasztani.
A 19. században Friedrich von Flotow operát komponált a tragikus sorsú zeneszerzőről, erősen idealizálva annak alakját. Az amerikai író F. Marion Crawford pedig romantikus regényt írt Stradelláról, amelyet 1909-ben jelentetett meg.

## Művészete
Stradella volt az első, aki a concerto grosso elvet alkalmazta versenyműveiben a szólóhangszer és a tutti (az egész zenekar megszólalása) részbeni váltakozásával. Az 1670–1680 között keletkezett Sinfonie a più istrumenti négy- és háromtételes darabjai egyértelműen megkülönböztetik a concerto és a concerto grosso formáját.
Hangszeres művei mellett hat teljes estés operát is komponált, amelyek szintén nagy hatást váltottak ki a maguk korában. Trespolo tutore (Trespolo, a gyám) című komikus operájában a szereplőket hangszínük alapján jellemezte. Ez akkoriban nem volt bevett gyakorlat, ezért az újdonság erejével hatott. Trespoló komikus basszus, s ezzel megnyitja azon idős, bolondos operahősök sorát, akik szintén ebben a hangfekvésben énekelnek, nemcsak az 1700-as évek opera buffáiban, de 19. századi komikus operák egész sorában is. Simona groteszk figuráját tenor hangfekvésben írta, ezzel is torz jellemét emelve ki. A komikum ábrázolása néhol már a 19. századi komikus operákra mutat előre, akárcsak egyes áriák dallamvilága.
Stradella az operák mellett több mint száz kantátát is papírra vetett. Ezekben fontos szerepet játszanak a népies elemek. Oratóriumai közül a legjelentősebb a San Giovanni Battista. Korabeli szokás szerint a műben a kórusnak alig van szerepe, az uralkodó forma az ária. A hangszeres részekben itt is alkalmazza a zeneszerző a concerto grosso elvet.

## Fordítás
- Ez a szócikk részben vagy egészben  az   Alessandro Stradella című angol Wikipédia-szócikk ezen változatának fordításán alapul.  Az eredeti cikk szerkesztőit annak laptörténete sorolja fel. Ez a jelzés csupán a megfogalmazás eredetét és a szerzői jogokat jelzi, nem szolgál a cikkben szereplő információk forrásmegjelöléseként.